# Oxypetalum pachygynum
Oxypetalum pachygynum là một loài thực vật có hoa trong họ La bố ma. Loài này được Decne. mô tả khoa học đầu tiên năm 1844.